# Normanella serrata
Normanella serrata är en kräftdjursart som beskrevs av Por 1959. Normanella serrata ingår i släktet Normanella och familjen Normanellidae. Inga underarter finns listade i Catalogue of Life.